# Markstay-Warren
Markstay-Warren – miejscowość (ang. town) w Kanadzie, w prowincji Ontario, w dystrykcie Sudbury.
Powierzchnia Markstay-Warren to 510,1 km².
Według danych spisu powszechnego z roku 2001 Markstay-Warren liczy 2627 mieszkańców (5,15 os./km²).